# I Stand (Idina Menzel)
I Stand è il terzo album in studio della cantante e attrice statunitense Idina Menzel, pubblicato nel 2008.

## Tracce
Tutte le tracce sono state scritte da Idina Menzel e Glen Ballard eccetto dove indicato.

1. I Stand – 3:40
2. Better to Have Loved – 3:58
3. Brave – 4:39
4. Gorgeous – 3:48 (Menzel, Dave Bassett)
5. Where Do I Begin – 3:27
6. Don't Let Me Down – 3:43 (Peter-John Vettese, James Blunt)
7. I Feel Everything – 3:12
8. Forever – 3:53 (Menzel)
9. My Own Worst Enemy – 4:34
10. Perfume and Promises – 3:40 (Menzel, Vettese)

Tracce Bonus (UK)
1. Defying Gravity – 3:46 (Stephen Schwartz)
2. God Give Me Strength – 4:05 (Burt Bacharach, Elvis Costello)
3. Brave (UK Mix) – 4:34
4. Gorgeous (Craig C Master Mix) – 7:27 (Menzel, Bassett)

Tracce Bonus (Edizione Speciale)
1. Let Me Fall – 3:36 (Bethany Joy Lenz)
2. I Stand (Acoustic version) – 3:04